# لوکوتیدیان
لوکوتیدیان (عربی: لوكوتيديان) یک روزنامه روزانه تونسی است که به زبان فرانسوی منتشر می‌شود. این روزنامه در آوریل سال ۲۰۰۱ تأسیس شد. این یکی از انتشارات «دار الأنوار». است که روزانه ۱۵۰۰۰ نسخه منتشر می‌شود.